# Jules Doumont
Jules Doumont (Ham-sur-Sambre, 13 april 1925 - Jemeppe-sur-Sambre, 17 september 1989) was een Belgisch senator.

## Levensloop
Gedurende de Tweede Wereldoorlog trad Jules Doumont als adolescent toe tot het verzet, maar werd samen met zijn vader Henri, op dat moment burgemeester van Ham-sur-Sambre, door de Duitsers gearresteerd en naar het concentratiekamp Buchenwald weggevoerd. Vervolgens belandde hij in het kamp van Dora en kamp van Ellrich. In tegenstelling tot zijn vader overleefde Jules Doumont de penibele leefomstandigheden in de kampen. In mei 1945 werd hij door de Sovjettroepen bevrijd, waarna hij ziek en verzwakt terugkeerde naar België.
Na zijn herstel ging Doumont als monteur aan de slag bij het elektromechanicabedrijf ACEC, waarna hij een tijdlang als bediende werkte op de administratiedienst van De Post. Daarna trad hij in dienst bij de glasfabriek van Jemeppe-sur-Sambre en werd hij voorman en vervolgens adjunct-diensthoofd bij glasfabriek Securit, om uiteindelijk aan de slag te gaan als verzekeringsmakelaar.
In 1953 werd hij voor de Liberale Partij verkozen tot gemeenteraadslid van Jemeppe-sur-Sambre, waar hij van 1959 tot 1988 burgemeester was. Na bijna dertig jaar burgemeesterschap werd Doumont na de gemeenteraadsverkiezingen van 1988 naar de oppositie verwezen. Hij bleef nog in de gemeenteraad zetelen tot aan zijn overlijden in september 1989. Van 1971 tot 1973 was hij voor de PLP eveneens provincieraadslid van Namen.
Voor de PRL werd Doumont tevens actief in de nationale politiek. Van 1981 tot 1983 zetelde hij in de Senaat als provinciaal senator voor Namen. In december 1983 nam hij ontslag, maar in juni 1984 keerde hij terug naar de Hoge Vergadering als rechtstreeks gekozen senator voor het arrondissement Namen-Dinant-Philippeville, ter opvolging van Michel Toussaint, die was verkozen in het Europees Parlement. Hij bleef rechtstreeks gekozen senator tot eind 1987. Als gevolg van de toenmalige dubbelmandaten zetelde hij van 1984 tot 1987 eveneens in de Waalse Gewestraad en de Raad van de Franse Gemeenschap. Van 1985 tot 1987 was Doumont secretaris in de Waalse Gewestraad.